# Sokol'skij rajon (Oblast' di Vologda)
Il Sokol'skij rajon in russo Сокольский район ? è un rajon dell'Oblast' di Vologda, nella Russia europea; il capoluogo è Sokol. Istituito nel 1929, ricopre una superficie di 4165 chilometri quadrati.